# Fürged
Fürged község Tolna vármegyében, a Tamási járásban.

## Fekvése
Fürged község Tolna vármegye északnyugati részén fekszik, ott, ahol a Somogy-tolnai dombvidék a Mezőfölddel összeér. Fekvése tehát természetszerűleg meghatározza adottságait: jobbára löszös talajú dombvidék, síksággal és kisebb fennsíkkal váltakozva. A község is maga egy ilyen fennsíkon fekszik, ahonnan gyönyörű kilátás nyílik a vidékre.
A település központján a Simontornya-Iregszemcse közti 6407-es út halad keresztül, de az északi külterületeit érinti a Nagyszokoly-Szabadhídvég közti 6409-es út is. Országos közútnak számít még a község területén a 64 313-as út, amely a szinte teljesen megszüntetett (és ezen a szakaszon fel is számolt) Dombóvár–Lepsény-vasútvonal hajdani Fürged megállóhelyére vezetett, Tamási-Kecsegepusztával pedig egy önkormányzati út köti össze.
A határos települések: északon Felsőnyék, északkeleten Ozora, délen Tamási, nyugaton Nagyszokoly és Magyarkeszi.

## Története
Fürged 1871 táján Felsőnyéktől különválva önálló községgé alakult, erről azonban hivatalos adatok nem lelhetők fel. Mindig volt lakott település a mai Fürged helyén, vagy egészen közel a község határában, ezt a kőkori és középkori leletek bizonyítják. Horhi községet tekinthetjük elődjének, mely a múltban is Tolna vármegyéhez tartozott.
1871 után lakossága 13 korábbi puszta, illetve major lakosságából tevődött össze (Aladár puszta, Belfürgedpuszta, Csárda-ház, Gubarci szőlőhegy, Horhi puszta, Júlia-major, Külfürgedpuszta, Potoly-puszta, Tükrös-major). Jobbára mezőgazdasággal és állattenyésztéssel foglalkoznak.
A cigány kisebbség létszámaránya több mint 20%. Legjelentősebb gazdasági társaság helyben a Dózsa Mezőgazdasági Termelőszövetkezet. A lehetőségeket szűkíti és egyre nehezíti a nagyarányú munkanélküliség, ami becslések szerint közel 30%-os, 1996-ban 120 fő volt.
A lakosság létszáma az 1871-es évben 820 fő volt. 1910-ben 905, 1930-ban 1117. Ezt követően a létszám állandóan csökkent. 1999-ben 707 fő lakta a községet.

## Közélete

### Polgármesterei
- 1990–1994: Tatainé Varga Julianna (független)[3]
- 1994–1998: Barkóczi József (Fidesz)[4]
- 1998–2002: Barkóczi József (Fidesz)[5]
- 2002–2006: Barkóczi József (Fidesz)[6]
- 2006–2010: Barkóczi József (Fidesz)[7]
- 2010–2014: Barkóczi József (Fidesz-KDNP)[8]
- 2014–2019: Barkóczi József (Fidesz-KDNP)[9]
- 2019–2024: Barkóczi József (Fidesz-KDNP)[10]
- 2024– : Barkóczi József (Fidesz-KDNP)[1]

## Népesség
A település népességének változása:
| Lakosok száma | 726  | 721  | 706  | 659  | 648  | 652  | 639  |
|               | 2013 | 2014 | 2015 | 2021 | 2022 | 2023 | 2024 |

A 2011-es népszámlálás során a lakosok 96,3%-a magyarnak, 23,2% cigánynak, 0,3% németnek mondta magát (3,4% nem nyilatkozott; a kettős identitások miatt a végösszeg nagyobb lehet 100%-nál). A vallási megoszlás a következő volt: római katolikus 56,7%, református 1,3%, evangélikus 0,3%, felekezeten kívüli 26,8% (15% nem nyilatkozott).
2022-ben a lakosság 93,8%-a vallotta magát magyarnak, 9,7% cigánynak, 0,8% németnek, 0,2% szlovénnek, 0,2% horvátnak, 1,7% egyéb, nem hazai nemzetiségűnek (6,2% nem nyilatkozott; a kettős identitások miatt a végösszeg nagyobb lehet 100%-nál). Vallásuk szerint 29,5% volt római katolikus, 0,6% református, 0,6% evangélikus, 0,5% egyéb keresztény, 1,2% egyéb katolikus, 39,7% felekezeten kívüli (27,9% nem válaszolt).

## Híres szülöttei
Horhi puszta (mely puszta néhány száz méterre helyezkedett el a későbbi Fürged községtől) jeles szülötte volt Méliusz Juhász Péter (kb. 1532-1572), a Tiszántúl első fiatal püspöke, aki kiváló szellemi vezető, igazi reformátor volt.
A község másik híressége Vas Gereben, eredeti nevén Radákovits József (1823-1868). A kitűnő regényíró megkapóan írja le a korra jellemző cselédéletet bánataival, örömeivel együtt. Az igen termékeny írót az utókor már kezdi elfeledni.

## Hősi halottai

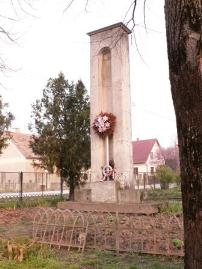
"Az nem lehet, hogy annyi szív hiába onta vért"

Felsőnyék község polgármesteri hivatalának előkertjében hősi emlékoszlop lett felállítva, rajta a következő 23, az első világháborúban elesett felsőnyéki és fürgedi katona neveivel:
Borsodi István, Breitenstein András, Császár József, Császár Pál, Fazekas György, Fazekas Lajos, Gulyás István, Juhász György, Juhász Márton, Kiss János, Kovács Ferenc, Kovács Károly, Lencsés György, Lencsés Mihály, Máté György, Méregh István, Méregh János, Németh Imre, Palánki János, Piszker János, Piszker István, Porga Ferenc, Sári Gyula Imre
Az emlékművet felerészben Fürged és Felsőnyék község polgárai, fele részben Montenuovo Nándor herceg emelték a hősök iránti mélységes hálájuk jeléül.

## Külső hivatkozások
- Fürged weblapja. furged.hu. (Hozzáférés: 2010. július 24.)
- Fürged község adatai. foldhivatalok.geod.hu. [2012. július 18-i dátummal az eredetiből archiválva]. (Hozzáférés: 2010. július 24.)